# Egweil
Egweil är en kommun och ort i Landkreis Eichstätt i Regierungsbezirk Oberbayern i förbundslandet Bayern i Tyskland.
Kommunen ingår i kommunalförbundet Nassenfels tillsammans med köpingen Nassenfels och kommunen Adelschlag.